# Artena velutina
Artena velutina là một loài bướm đêm trong họ Erebidae.